# Sistema ABM A-135
Il sistema A-135 Amur (in cirillico: ПРО А-135 Амур), è un sistema antimissile balistico sovietico in servizio presso le forze aerospaziali russe, sviluppato per sostituire il precedente A-35. Progettato per intercettare e distruggere i missili balistici nella loro fase finale di discesa, dal 1995 è schierato a protezione della regione di Mosca.
Costituito da una fitta serie di radar di preallarme e di calcolo del tiro, il sistema prevedeva in origine due tipologie di missili intercettori, entrambi dotati di testate nucleari: i 51T6 (nome in codice NATO: ABM-4 Gorgon) ed i 53T6 (nome in codice NATO: ABM-3 Gazelle). Nel 1998, per ragioni di sicurezza, si decise però di sostituire tali testate con altre di tipo convenzionale.
Tale sistema, ancora oggi operativo, a seguito della radiazione degli intercettori 51T6 nel 2005, impiega solo i missili 53T6 a corto raggio.
Al 2021, è in stato di allerta 24 ore su 24 nei ranghi delle forze aerospaziali russe e nello stesso anno è prevista l'entrata in servizio del suo successore, l'A-235 Nudol.

## Storia

### Sviluppo
Il sistema A-135 costituisce l'evoluzione del sistema ABM A-35, sviluppato negli anni sessanta. Tale sistema aveva il grosso limite di poter intercettare un solo missile alla volta. Per risolvere questo problema intrinseco, negli anni settanta i sovietici decisero di sviluppare un nuovo sistema di difesa ABM, che venne chiamato A-135. La costruzione delle nuove strutture iniziò nel 1978 e terminò nel novembre 1987. Si decise di convertire alla nuova versione anche alcune strutture del precedente sistema A-35.

Il sistema ABM A-135 fu accettato in via preliminare nel 1989, anche se nel medesimo anno si decise di modernizzarlo, in modo da aumentarne ulteriormente le capacità di combattimento. I lavori continuarono ed il nuovo sistema fu operativo a partire dal 1994. L'accettazione definitiva del nuovo sistema è con decreto presidenziale del 17 febbraio 1995.

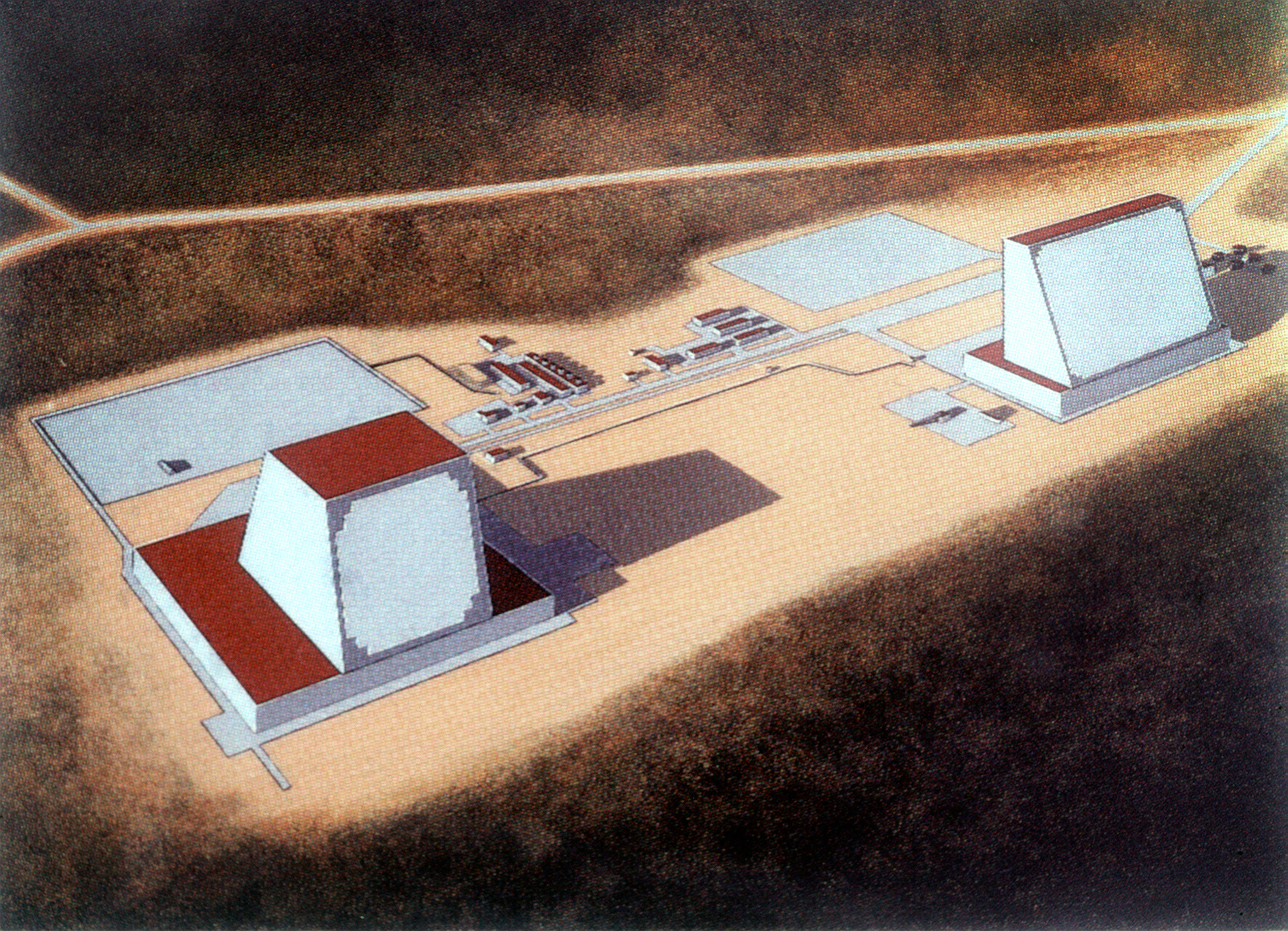
Raffigurazione dei Daryal.

Tale sistema risultava tecnicamente conforme agli accordi ABM del 1972, che permettevano un massimo di 100 missili. Comunque, una scappatoia in questi accordi permise ai sovietici di includere nella protezione del sistema ABM non solo la capitale, ma anche le vicine basi di ICBM, così da massimizzare il sistema antimissile.

## Caratteristiche

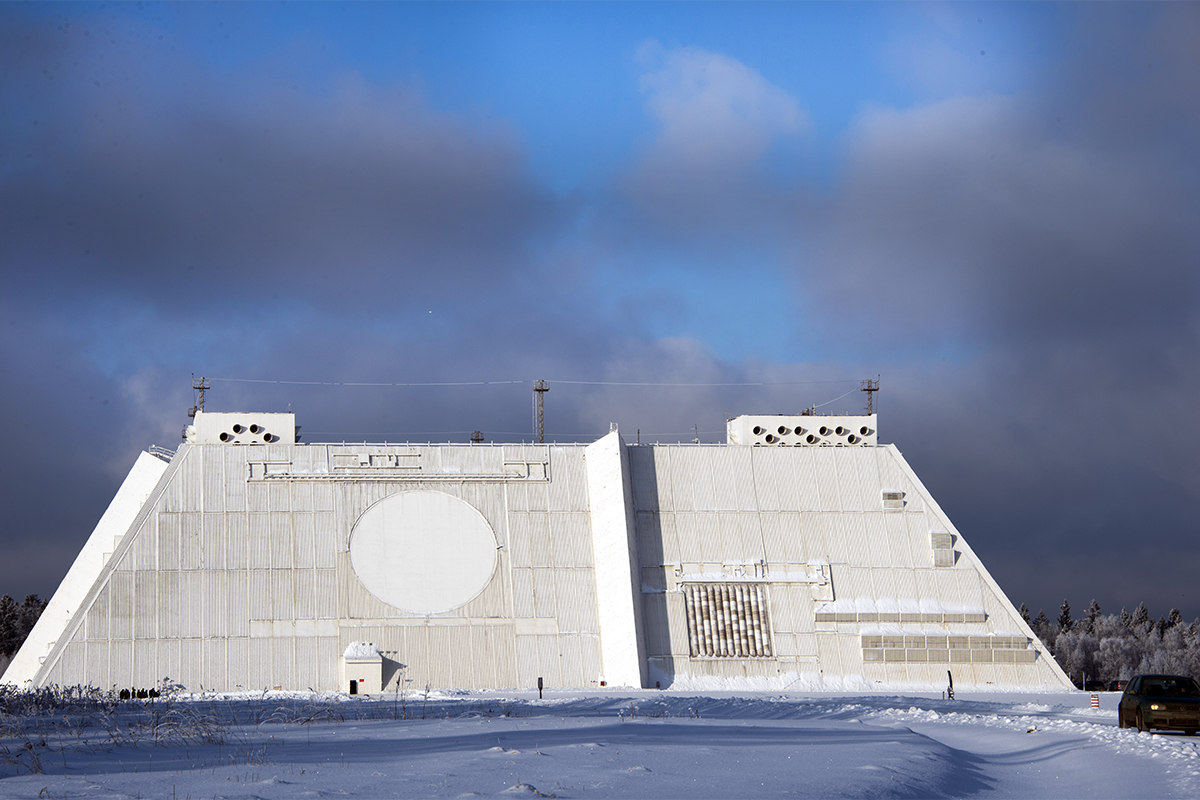
Il Pill Box nel 2018.

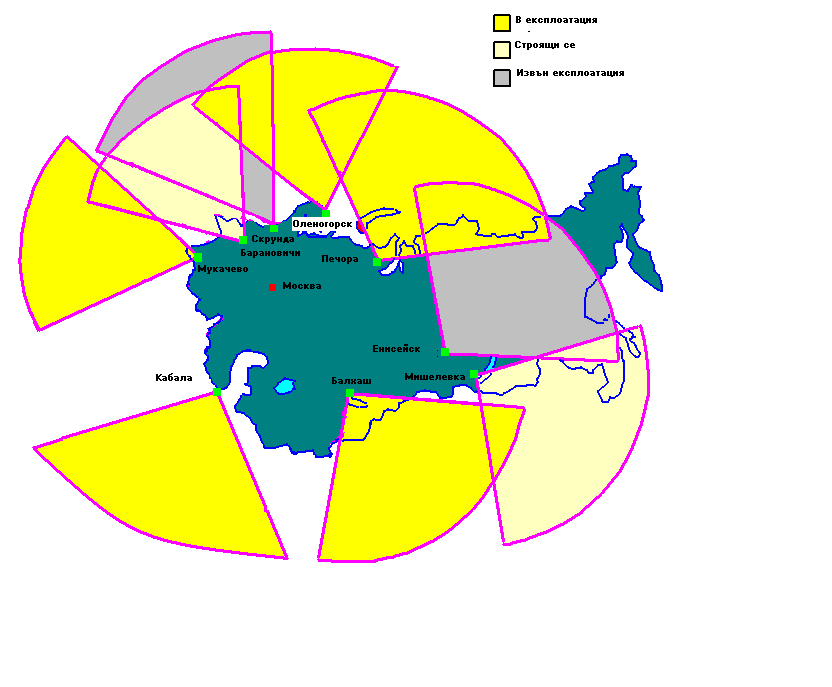
Radars Daryal

Il sistema ABM A-135 è un sistema fortemente integrato, con la componente di preallarme costituita dai radar delle Forze aerospaziali Russe della 1ª Divisione: i radar Daryal, operativi in due esemplari ed i radar Dnestr, costruiti in tre versioni distinte.
Inoltre, una grande importanza ha il radar Don-2N. Si tratta di una gigantesca struttura a forma di piramide tronca situato alla periferia di Mosca. Il radar è multifunzione ed omnidirezionale, ed è in grado di scrutare a 360° praticamente tutto l'emisfero settentrionale terrestre. Il radar ed il centro di comando sono sistemati all'interno di tale struttura.
Tale sistema è assistito dai due radar Dog House e Cat House, per appoggiare i missili ABM.
I radar, decisamente sofisticati, costituiscono la più importante innovazione rispetto all'A-35.
Il sistema A-135 fu sviluppato per operare su due linee missilistiche: una prima linea costituita da 32 missili ABM-4 Gorgon a lungo raggio per intercettazioni fuori dall'atmosfera ed una seconda linea costituita da 68 missili ABM-3 Gazelle a corto raggio per intercettazioni atmosferiche.
Gli intercettori erano equipaggiati con una testata nucleare ed il metodo di intercettazione non era altro che l'esplosione di una testata a distanza ravvicinata al fine di distruggere l'altra.
Il 21 aprile 1998, tuttavia, i vertici delle forze armate della Federazione Russa annunciarono che, per motivi di sicurezza, le testate nucleari dei missili del sistema ABM sarebbero state rimosse e sostituite con altre convenzionali.
I motivi della rimozione erano due: l'impulso elettromagnetico prodotto dalla detonazione di una testata da un megatone, montata sui un Gorgon, avrebbe provocato danni ingenti a tutti gli elementi elettronici privi di schermatura nella zona di Mosca e la radiazione proveniente dall'esplosione delle testate di uno qualsiasi degli intercettori avrebbe reso la città di Mosca inabitabile.
Con il ritiro dal servizio dei Gorgon nel 2005, i Gazelle costituiscono l'unico missile operativo del sistema.

## Controversie
Il sistema ABM-135 è estremamente sofisticato, ed è in grado di intercettare efficacemente eventuali missili balistici in fase finale di discesa nella zona di Mosca. L'efficacia degli intercettori, anche con testata convenzionale, è stata dimostrata nell'ambito di alcuni lanci di prova effettuati dopo il 1998.
Tuttavia, tale sistema presenta alcuni gravi limiti. In particolare, dato il numero di intercettori estremamente basso (attualmente sono 68), il sistema può essere efficacemente saturato da un attacco coordinato. Inoltre, i radar ABM non sarebbero in grado di distinguere le MIRV dai falsi bersagli rilasciati dai missili balistici di ultima generazione.
In pratica, il sistema è efficace solo nei confronti di attacchi portati da missili a testata singola (o da poche MIRV), ma presenta gravi limiti nei confronti di un missile a testate multiple.